# Пульпоэкстрактор

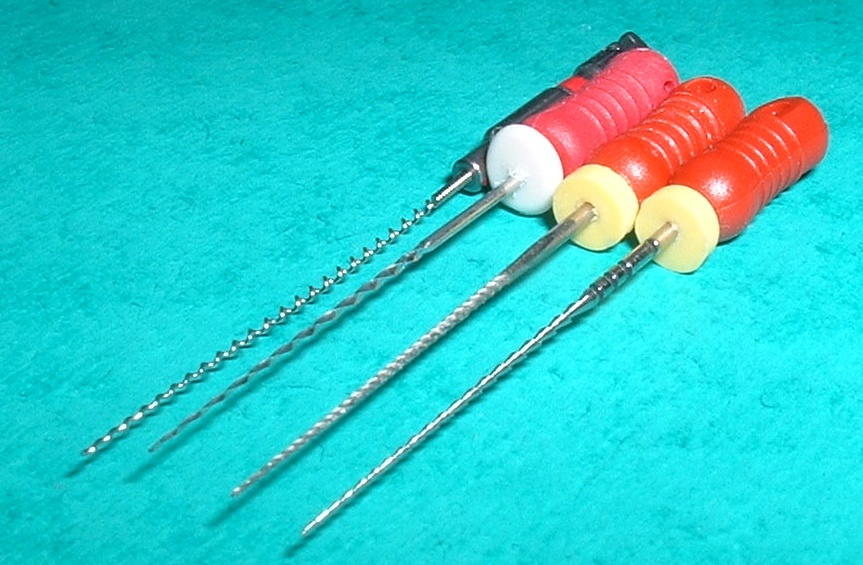
Пульпоэкстракторы

Пульпоэкстрактор (англ. Barbed broach) — эндодонтический инструмент, предназначенный для одноразового удаления пульпы из корневого канала зуба.

## Применение
Пульпоэкстрактор применяются в стоматологии в клинических условиях, для одноразового применения. Инструмент вводится в канал зуба, поворачивается вокруг своей оси на угол 90°—180° до полного зацепления пульпы и извлекается.

## Изготовление
Изготавливаются пульпоэкстракторы с цельной ручкой из нержавеющей стали, а пульпоэкстракторы с насаженной ручкой — из алюминиевого сплава, рабочая часть изготавливается из углеродистой стали.